# Ерік Вандерліх
Ерік Вандерліх (англ. Eric Wunderlich, 22 травня 1970) — американський плавець.
Учасник Олімпійських Ігор 1996 року.
Чемпіон світу з водних видів спорту 1991, 1994 років.
Чемпіон світу з плавання на короткій воді 1993 року.
Переможець Пантихоокеанського чемпіонату з плавання 1995 року, призер 1991, 1993 років.